# Shang Bai
Shang Bai (上白), pseudonyme de Zhao Jun, est un acteur chinois né le 3 mai 1990.

## Biographie
Shang Bai a poursuivi divers efforts artistiques, y compris la danse et la performance scénique depuis son enfance, avec un record académique[Quoi ?] excellent. En 2012, il était diplômé des arts de la scène, par l'Université des arts de Nanjing.
Shang Bai a commencé sa carrière d’acteur par quelques seconds rôles dans des films et séries de télé,. En 2015, il devient connu par le rôle du Général Peng Dehuai dans une série de télé. En 2016, il obtient le premier rôle dans le film Bygones, qui devient candidat  au Festival International du Film de Rotterdam (IFFR) de 2017. En 2017, Shang Bai joue le premier rôle dans la série Internet Beloved Enemy. Sa carrière a fait un bond en avant grâce à cette série. Son rôle dans lA série Gu Qingpei est celui d'un homme d’affaires astucieux, et en même temps, un tuteur dédié. Sa représentation réaliste et saisissante lui a gagné un grand nombre de fans, surtout les jeunes en Chine.

## Filmographie

### Cinéma
- 2013: Shusha (Shu sha), de Bai Shaoyin
- 2015: Gu Jingzhou (Gu jing zhou), de Gu Jingzhou
- 2016: Night Petard (Ye hua huo), de Zhang Zhi
- 2016: Bygones (Jiu ren), de Lao Er
- 2016: Breathing (Ni zai na), de Haiyang
- 2016: The Flower of Revenge (Miao shan hua), de Yang Cheng

### Télévision
- 2013: Juchang (Ju chang), de Zhang Shengli
- 2013: The Legend of Bubai Monk (Bu dai he shang xin zhuan), de Zhao Tianpeng
- 2015: Général Peng Dehuai (Peng de huai yuan shuai), de Mao Anying
- 2017: Beloved Enemy (Jue dui zheng feng), de Gu Qingpei